# Янгол (Мікеланджело)
«Я́нгол із канделя́бром» (італ. Angelo reggicandelabro; також — «Я́нгол зі свічнико́м», «А́нгол зі світи́льником») — невелика мармурова статуя, створена  італійським скульптором і художником Мікеланджело Буонарроті бл. 1494 —1495 рр., для гробниці Святого Домініка у Болоньї. «Янгол» — одна із трьох статуй[а], які Мікеланджело зробив для гробниці. Як зазначає Віктор Лазарєв, у цих ранніх творах скульптора відчувається вплив робіт Якопо делла Кверча.

## Опис

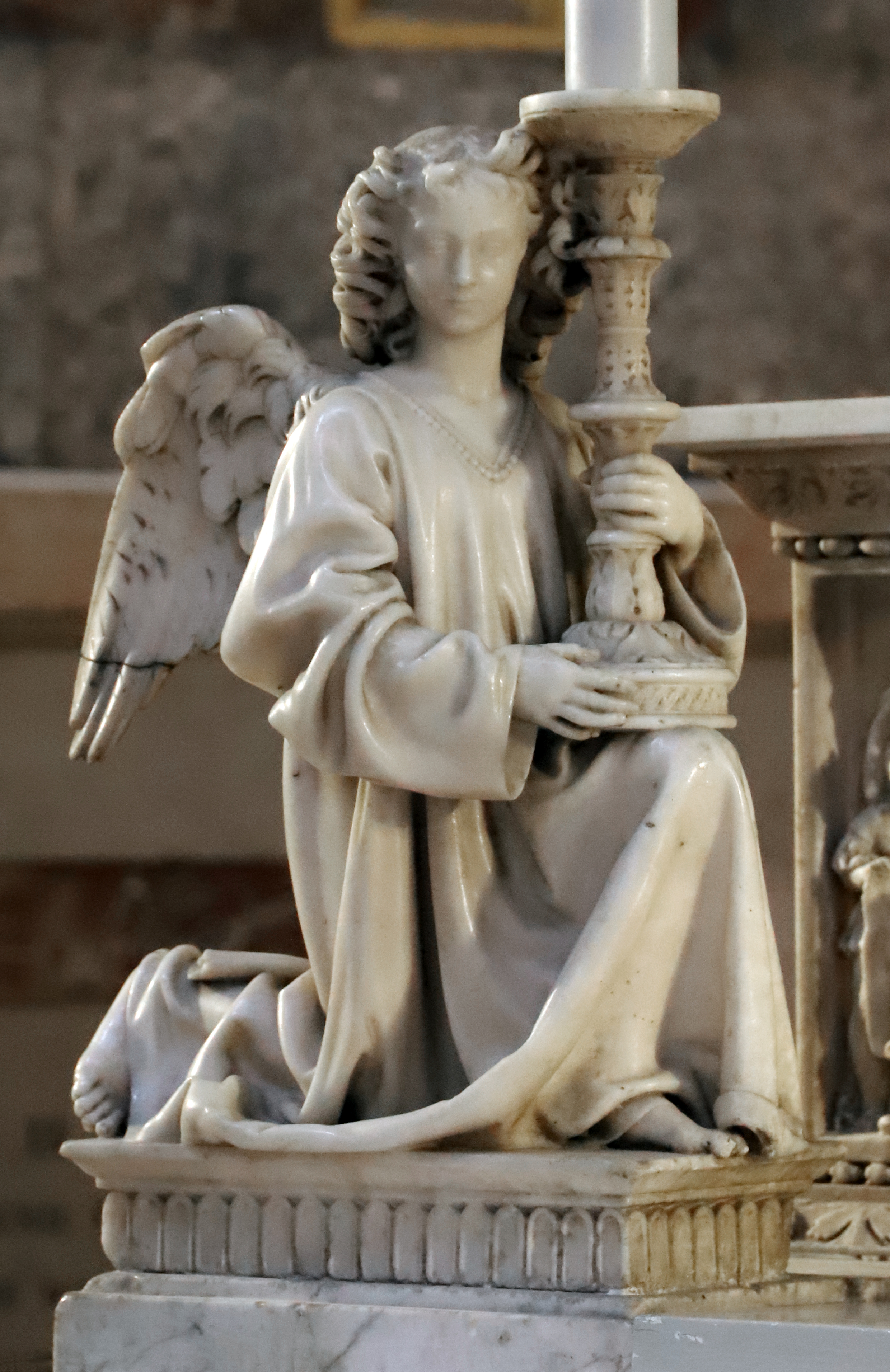
Ніколо дель Арка. «Янгол із канделябром»

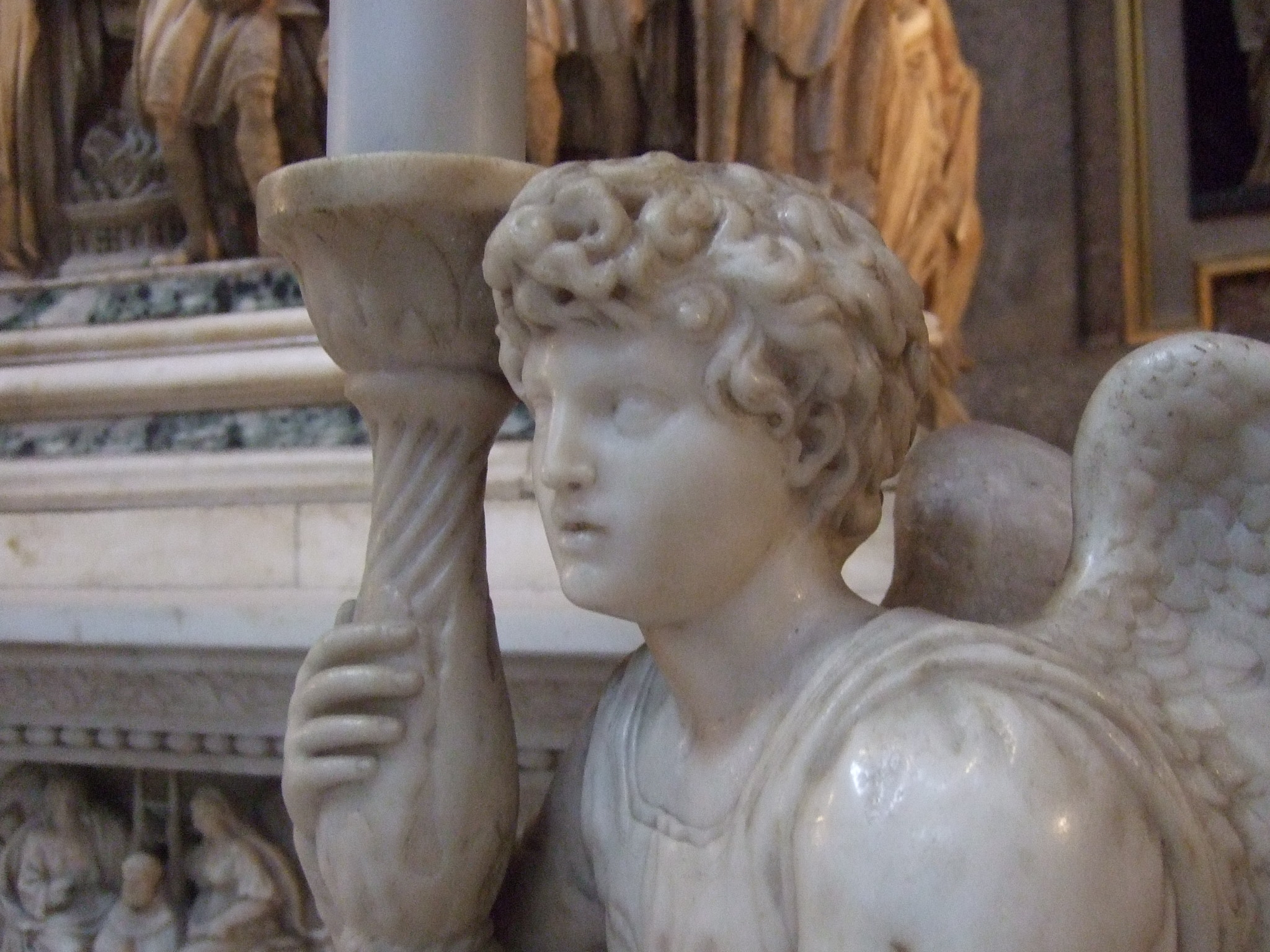
Мікеланджело. «Янгол із канделябром» (фрагмент)

Гробниця Святого Домініка залишалася недовершеною через смерть Ніколо дель Арка, скульптора, що розпочав її. Мікеланджело вирізьбив янгола із канделябром із правого боку — його янгол не такий жіночний та ніжний, як у Ніколо дель Арка, його фігура — більш міцна та чоловіча, незважаючи на невеликий розмір. У янгола коротке, кучеряве волосся. Він опустився на ліве коліно і притримує важкий свічник обома руками на правому. Мікеланджело вдалося досить успішно наслідувати манеру його попередника, проте вираз обличчя його янгола жвавіший.
Вільям Воллес пише, що це — «…наймиліша із усіх задуманих ним скульптур».

## Образ у мистецтві
Ця скульптура згадується у біографічному романі Карела Шульца «Камінь і біль»:
|  | (…) «Янгол» готовий першої-ліпшої хвилини підвестися і знову вирушити в бій (…) Лише крила тут ніжні, млосні, юні й по-жіночому м'які. Уперше й востаннє Мікеланджело різьбить крила |

1967 року вийшла книга Е. Л. Коніґсбурґ «Із заплутаних справ пані Безіл Е. Френквайлер» (англ. From the Mixed-Up Files of Mrs. Basil E. Frankweiler), сюжет якої розвивається навколо таємниці статуї «Янгол», можливо створеної Мікеланджело. Книга отримала медаль Джона Ньюбері у 1968 році. У 1973 книгу було екранізовано Філдером Куком (пані Френквайлер зіграла Інгрід Бергман), а у 1995 — Маркусом Коулом (пані Френквайлер зіграла — Лорен Беколл).